# Paralophia palmicola
Paralophia palmicola là một loài thực vật có hoa trong họ Lan. Loài này được (H.Perrier) P.J.Cribb mô tả khoa học đầu tiên năm 2005.